# Noodweer (juridisch)
Noodweer of legitieme verdediging is in het strafrecht het geweld dat ongestraft gebruikt mag worden om een ogenblikkelijke, wederrechtelijke aanranding jegens eigen of anders lijf tegen te gaan. In sommige jurisdicties kan ook het beschermen van eigen eer en goederen onder noodweer vallen.
In het volkenrecht en het oorlogsrecht is de notie van belang tussen landen. Een gewapende aanval mag individueel of collectief worden afgeslagen  krachtens artikel 51 van het Handvest van de Verenigde Naties.

## Situatie in België
Naar Belgisch strafrecht is noodweer of wettige verdediging een rechtvaardigingsgrond waardoor het geweld gebruikt als noodzakelijke afweer tegen een aanranding van personen zelf geen misdrijf vormt. Het is een toegelaten vorm van eigenrichting, verwant aan noodtoestand.
De wettelijke grondslag van noodweer is artikel 416 van het Strafwetboek: Er is noch misdaad, noch wanbedrijf, wanneer de doodslag, de verwondingen en de slagen geboden zijn door de ogenblikkelijke noodzaak van de wettige verdediging van zich zelf of van een ander.
Met betrekking tot de aanvalsdaad zijn hierin de volgende voorwaarden vervat:
- de aanranding moet gericht zijn tegen personen (geen goederen of dieren)
- de aanranding moet onrechtmatig zijn (geen wettige verdediging tegen het openbaar gezag of tegen wettige verdediging)
- de aanranding moet ernstig en actueel (= onafwendbaar) zijn (niet per se levensgevaarlijk)
  - met 'ernstig' wordt er bedoeld dat er een ernstig kwaad wordt gerealiseerd ten aanzien van iemands leven, de fysieke integriteit, de gezondheid etc.

Met betrekking tot de afweerdaad hanteert de jurisprudentie de volgende voorwaarden:
- subsidiariteit ('ogenblikkelijke noodzaak')
- proportionaliteit (geen wanverhouding met de aanvalsdaad)
- vóór of tijdens de aanval (bv. geen vluchtende aanvallers in de rug schieten)

Het bewijs van de voorwaarden wordt in twee gevallen vergemakkelijkt door een weerlegbaar vermoeden van wettige verdediging (art. 417 Sw.). Door het eerste vermoeden wordt wie 's nachts een inbraak in een bewoond huis afweert, geacht in staat van noodweer te zijn, behalve als hij niet kon geloven dat personen zouden worden aangerand (hetzij als directe bedoeling, hetzij in reactie op weerstand). Dit gaat terug op de Mozaïsche wet (Exodus 22:2). Het tweede vermoeden is ten gunste van wie zich verdedigt tegen diefstal of plundering met geweld tegen personen. Dit mag dus overdag en buiten het woonhuis zijn.
Hoewel noodweer in het wetboek enkel de vorm kan aannemen van doodslag of slagen en verwondingen, wordt een beperkte uitbreiding aanvaard naar andere misdrijven (bv. het stelen van een wapen of het opsluiten van een aanvaller).
Als het gevaar naderhand onbestaande of rechtmatig blijkt te zijn (bv. een alarmpistool, een interventie door agenten in burger), spreekt men van putatieve noodweer. De voorwaarden voor noodweer zijn per definitie niet vervuld, maar mogelijk levert het onoverwinnelijke dwaling op, een schulduitsluitingsgrond.
België kent geen noodweerexces. Wie de grenzen van de wettige verdediging heeft overschreden, kan zich eventueel nog beroepen op morele dwang (art. 71 Sw.) of uitlokking (art. 411 Sw.).

## Situatie in Nederland
In Nederland is noodweer sinds 1886 als algemene strafuitsluitingsgrond geregeld in artikel 41 van het Wetboek van Strafrecht. Deze bepaling luidt: "Niet strafbaar is hij, die een feit begaat, geboden door de noodzakelijke verdediging van eigen of eens anders lijf, eerbaarheid of goed, tegen ogenblikkelijke, wederrechtelijke aanranding."

## Putatief noodweer
Van putatief noodweer is sprake wanneer degene die het betreffend verweer wegens door hem uitgeoefend geweld voert niet daadwerkelijk aangevallen werd, doch slechts meende dat dit het geval zou zijn geweest. Bij een beroep op putatief noodweer dient te worden onderzocht of er inderdaad sprake was van een dergelijke verontschuldigbare dwaling, bijvoorbeeld omdat hij niet alleen kon, maar redelijkerwijs ook mocht menen dat hij zich moest verdedigen op de wijze zoals hij deed omdat hij verontschuldigbaar zich het dreigende gevaar had ingebeeld, dan wel de aard van de dreiging verkeerd had beoordeeld.